# Oblast' di Crimea
L'oblast' di Crimea (in russo Крымская область?, Krymskaja oblast') è stata una delle oblast' dell'Unione Sovietica, appartenente prima alla RSFS Russa (1945-1954) e poi alla RSS Ucraina (1954-1991).

## Storia
L'oblast' di Crimea fu costituita nel 1945 all'interno della RSFS Russa, andando a sostituire la Repubblica Socialista Sovietica Autonoma di Crimea.
Il 19 febbraio 1954, con la cessione della Crimea, l'oblast' fu annesso dal leader sovietico Nikita Chruščёv alla RSS Ucraina in segno di riconoscimento per commemorare il 300º anniversario del trattato di Perejaslav tra i cosacchi ucraini e il Regno russo.
A seguito del referendum del 20 gennaio 1991, il 12 febbraio 1991 l'oblast' fu soppressa e venne ristabilita la Repubblica Autonoma di Crimea.